# Gustaf Fredrik Gyllenborg

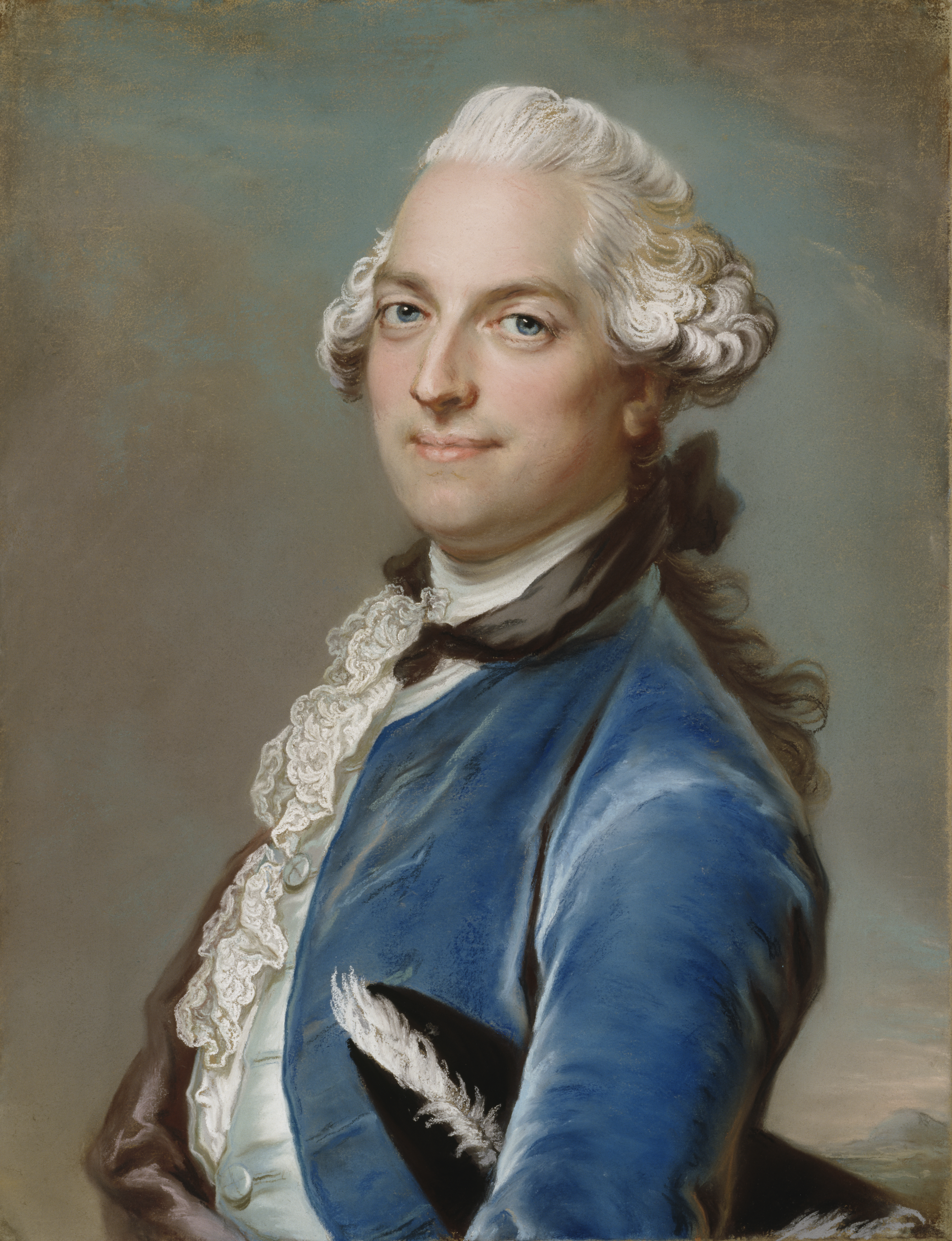
Gustaf Fredrik Gyllenborg

Graf Gustaf Fredrik Gyllenborg (* 25. November 1731 in Strömsbro (Östergötland); † 30. März 1808 in Stockholm) war ein schwedischer Dichter.

## Leben
Gustaf Fredrik Gyllenborg war ein Sohn des Reichsrats Johan Gyllenborg. Er studierte von 1746 bis 1747 in Uppsala und anschließend von 1748 bis 1751 in Lund, an welcher letzteren Universität er der letzte Rector illustris war. 1751 wurde er als Registrator zu den Justizrevisionen hinzugezogen. Von 1756 bis 1762 weilte er als Kavalier des Thronfolgers Gustav am schwedischen Königshof. 1762 folgte seine Ernennung zum Kammerrat und 1774 zum Kanzleirat. Um ihn in die Staatsbeamtenkarriere einzuführen, wurde er zum Bankbevollmächtigten erwählt, und war darauf Direktionsmitglied der Zahlenlotterie. Politisch war er nicht aktiv tätig.
Mit seinem Freund Gustaf Philip Creutz gehörte Gyllenborg zum literarischen Zirkel Tankebyggarorden, der sich um die „Hirtin vom Norden“, Hedvig Charlotta Nordenflycht, gebildet hatte. Auf Anregung von Creutz begann er mit Satiren nach lateinischen Vorbildern. In Gedichten wie Verldsföraktaren („Der Menschenfeind“; 1762) griff er die Schwächen der modernen Gesellschaft im Geiste Rousseaus an. Seine Naivität und Weichheit versteckte er hinter dem rigorosen stoischen Verlangen nach Tugend und beanspruchte, ein kluger Pädagoge zu sein (Ode över själens styrka [„Ode über die Stärke der Seele“], 1766). In seinem bekanntesten Gedicht Menniskans nöjen och elände („Menschenglück und Elend“, 1762) äußert sich starker Pessimismus; die ganze Existenz des Menschen erscheint verdüstert. Nach 1763, als Frau Nordenflycht gestorben war und sein Freund Creutz einen langen Auslandsaufenthalt angetreten hatte, mangelte es Gyllenborg an geistiger Anregung, so dass er kaum noch bedeutende literarische Werke schuf.
Gyllenborgs großes Heldengedicht Tåget över Bält („Zug über den Belt“, 1785) ist eine steife Nachahmung von Voltaires Henriade, die Karls X. berühmten Zug über das Eis von Jütland und Seeland schildert. Das Werk ist aber insofern bemerkenswert, als es das erste wirkliche, im antiken Versmaß verfasste Epos in der schwedischen Literatur ist. Auch im Drama versuchte sich Gyllenborg, doch mit wenig Glück. Seinen Schauspielen Birger Jarl (1774), Sune Jarl (1783), Det nya Herrskapet („Die neue Herrschaft“) mangelt es an dramatischem Leben, innerer Motivierung und natürlicher Entwicklung. Sie schleppen sich im Gleis des französischen Kothurns fort. Seine älteste kleine Arbeit war zuerst in Våra Försök („Unsere Versuche“, 3 Bände, 1753–1756) und Vitterhetsarbeten („Literarische Arbeiten“) mitgeteilt und später erschienen mehrere Gedichte in den Vitterhetsarbeten af Creutz och Gyllenborg („Literarische Arbeiten von Creutz und Gyllenborg“, Stockholm 1795; 2. Auflage 1812). Seine Memoiren wurden 1885 unter dem Titel Mitt leverne 1731–1775 von G. Frunck herausgegeben.
Am 30. März 1808 starb Gyllenborg im Alter von 76 Jahren in Stockholm. Die Svenska Akademien, deren Mitglied er 1786 wurde, errichtete ihm in der Klarakirche in Stockholm ein von Byström modelliertes Denkmal. Er war auch ab 1786 Ehrenmitglied der Kungliga Vitterhets Historie och Antikvitets Akademien.